# Болтон (Массачусетс)
Болтон (англ. Bolton) — місто (англ. town) в США, в окрузі Вустер штату Массачусетс. Населення — 5665 осіб (2020).

## Демографія
Згідно з переписом 2010 року, у місті мешкало 4897 осіб у 1670 домогосподарствах у складі 1391 родини. Було 1738 помешкань
Расовий склад населення:
| - 94,9 % — білих - 2,7 % — азіатів - 0,5 % — чорних або афроамериканців - 0,1 % — корінних американців |

До двох чи більше рас належало 1,6 %. Частка іспаномовних становила 1,8 % від усіх жителів.
За віковим діапазоном населення розподілялося таким чином: 29,6 % — особи молодші 18 років, 60,9 % — особи у віці 18—64 років, 9,5 % — особи у віці 65 років та старші. Медіана віку мешканця становила 42,8 року. На 100 осіб жіночої статі у місті припадало 98,0 чоловіків;  на 100 жінок у віці від 18 років та старших — 96,8 чоловіків також старших 18 років.
Середній дохід на одне домашнє господарство  становив 164 477 доларів США (медіана — 151 618), а середній дохід на одну сім'ю — 182 440 доларів (медіана — 161 467). Медіана доходів становила 112 024 долари для чоловіків та 82 583 долари для жінок. За межею бідності перебувало 1,4 % осіб, у тому числі 0,0 % дітей у віці до 18 років та 1,4 % осіб у віці 65 років та старших.
Цивільне працевлаштоване населення становило 2819 осіб. Основні галузі зайнятості: науковці, спеціалісти, менеджери — 20,7 %, освіта, охорона здоров'я та соціальна допомога — 18,9 %, виробництво — 16,5 %.